# 瑪巴斯
瑪巴斯（英語：Marbas），是所羅門七十二柱魔神中排第5位的魔神，位階統領，統帥36個軍團的地獄統領。別名「巴巴斯」（Barbas）、「八百松」（Barbason）。莎士比亞的作品裡被描繪成一隻黃金獅子。他的特殊能力是發現真實，無論是隱藏的東西、隱秘的事情，在他面前都無所遁形。隱藏的東西，亦即是指相關的秘密知識，範圍極廣闊。他的形態多以雄壯的獅子出現，但根據召喚者的請求，偶爾也會以人類的模樣出現。在布蘭西的《地獄辭典》裡，瑪柏斯被稱作地獄的大統領。
他被描繪成一隻大獅子，在召喚者的要求下，可轉變成一個人的形狀。會教人機械結構與機關藝術。

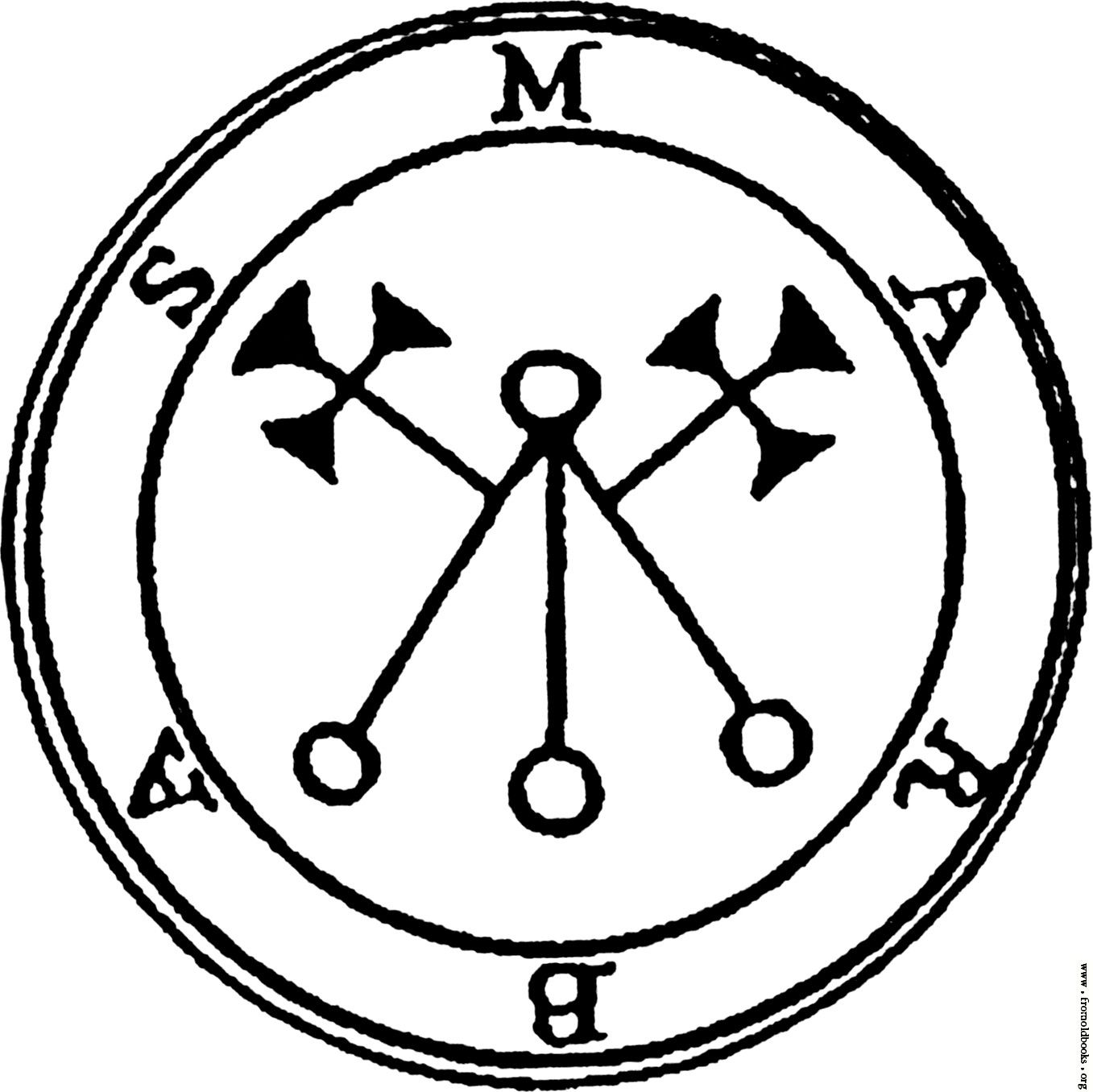
瑪巴斯的印記